# 湯守
湯守（ゆもり、ゆまもり）は、温泉（源泉）の管理人である。
湯守が任されたのは主に封建制度が存在した時代からである。温泉が存在する土地の領主から管理を任されたり、売り上げを納める代わりに温泉の利用を独占する許可として湯守の地位が与えられた。また代々湯守を与えられた一族がその地位を継承していった。
湯守の多くは江戸時代に任されている。戦国時代が終わって治世が安定したことによる。
明治時代以降湯守の制度は終わったが、湯守の多くはそのまま温泉の利用権を保持した。湯小屋などを営んでいた場合は旅館となった。また温泉の管理についても引き続き湯守の一族が行う場合と、地域の共同管理に移行する場合の両方存在した。
現代において湯守を名乗る場合、源泉まで含めた入浴施設全般の管理を専業で行う従業員、という位置づけである。湯守専業の従業員を置くケースは非常に少ない。